# Півторак Володимир Ізяславович
Півторак Володимир Ізяславович — відомий морфолог України, доктор медичних наук, професор, завідувач кафедри оперативної хірургії та клінічної анатомії Вінницького національного медичного університету ім. М. І. Пирогова.

## Життєпис
Народився 28 листопада 1952 року у с. Овечаче (нині Дружне) Хмільницького району (раніше Калинівського району) Вінницької області.
Мати – Марія Григорівна Півторак працювала сільською акушеркою, і прищепила Володимиру Ізяславовичу любов до медицини. Навчався у Дружненській восьмирічній та Новогребельській середній школі Калинівського району Вінницької області.
З 1970 до 1976 року навчався у Вінницькому медичному інституті ім. М. І. Пирогова. За час навчання в інституті він був активним членом студентського наукового гуртка на кафедрі факультетської терапії, де оволодів багатьма інструментальними методами дослідження, зокрема методом тетраполярної реокардіографії, під керівництвом проф. Мікуніс Р.Й. та проф. Серкової В.К., які застосував в експерименті при виконанні кандидатської дисертації. Проходив інтернатуру на базі Калинівської районної лікарні.
З 1976 року Володимир Ізяславович працює на кафедрі оперативної хірургії та топографічної анатомії: асистент (1976), доцент (1993), професор (2002). З 1994 по 2011 роки – заступник декана по роботі з іноземними студентами. У 2017 році Володимир Ізяславович призначений завідувачем кафедри оперативної хірургії та клінічної анатомії Вінницького національного медичного університету ім. М. І. Пирогова. 
Професор В. І. Півторак – член спеціалізованої вченої ради по захисту дисертацій з нормальної анатомії та нормальної фізіології при Вінницькому національному медичному університеті ім. М. І. Пирогова,  член спеціалізованої вченої ради Д 76.600.01 із захисту дисертацій з нормальної анатомії, хірургії та стоматології при Буковинському державному медичному університеті. З 2015 року він обраний віце-президентом наукового товариства анатомів, гістологів, ембріологів і топографоанатомів України. Під його керівництвом захищено 2 докторських та 8 кандидатських дисертацій. Продовжують науковий напрямок його учні: проф. Воровський О.О., проф. Костюк О.Г., проф. Монастирський В.М., доктор філософії і медицини Кфурі Е.Б., доц. Одарченко С.П., доц. Малоголовка О.А., доц. Булько М.П., доц. Бурков М.В., доц. Сміюха О.А.
Його дружина Наталія Анатоліївна Півторак – доцент кафедри внутрішньої та сімейної медицини ВНМУ ім. М. І. Пирогова. Подружжя виростило двох доньок, які також стали лікарями. 

## Наукова робота
Кандидатську дисертацію «Морфофункціональні зміни міокарду при високій обтураційній кишковій непрохідності та її корекції в експерименті» захистив у Київському медичному інституті ім. О. О. Богомольця у 1991 році. Науковими керівниками були: Григорій Васильович Терентьєв (д.мед.н., проф.) та Євген Болеславович Медведський (д.мед.н., проф.). 
У 1999 році захистив докторську дисертацію «Топографо-анатомічні, структурно-функціональні особливості та математичне моделювання оперованого шлунка». Науковими консультантами Володимира Ізяславовича були Григорій Якович Костюк (д.мед.н., проф.) та Сергій Павлович Жученко (д.мед.н., проф.). Дисертація присвячена напряму анатомії шлунка, в основу якого покладено геотопографічний принцип реконструкції форми органа за комп’ютерно-томографічними зрізами. Встановлені структурно-функціональні закономірності змін в оперованому шлунку. Використовуючи математичне моделювання на суцільних електропровідних середовищах, проаналізовані позитивні та негативні результати реконструктивних операцій після резекції шлунка. В експерименті на тваринах доведена взаємозалежність змін об’ємної форми шлунка, процесів переміщення вмісту, якісного та кількісного складу мікрофлори. Виявлені особливості змін слизової оболонки після резекції шлунку, засновані на кількісних методах. 
Отримані автором нові наукові дані та запропонований підхід до створення нових хірургічних конструкцій гастроентероанастомозів в сукупності забезпечують вирішення важливої прикладної проблеми створення оптимальних способів резекції шлунку, що профілактують післягастрорезекційні синдроми.
Професор В. І. Півторак є автором 25 книг, серед яких підручники, навчальні посібники та 1 монографія, більше 320 наукових праць, опублікованих у вітчизняних та зарубіжних журналах. Професор запропонував нові способи оперативних втручань, нові хірургічні прилади та інструменти, на які видані 40 патентів на винаходи та корисні моделі. Володимир Ізяславович є співавтором національного підручника рекомендованого МОЗ для студентів вищих медичних навчальних закладів IV рівня акредитації "Оперативна хірургія та топографічна анатомія", який регулярно перевидається.
Підручники написані у співавторстві:
Лекції з оперативної хірургії та топографічної анатомії. Ч. 1. Голова. Шия (2000)
Оперативна хірургія та топографічна анатомія – (практичні заняття) (2004)
Хірургія – підручник (2004)
Оперативна хірургія та топографічна анатомія – підручник (2010)
Посібник для студентів стоматологічного факультету з топографічної анатомії та оперативної хірургії. Розділи: голова, шия – лекції (2010)
Клінічна анатомія трійчастого та лицевого нервів. Вегетативні вузли лиця. Місцеве знеболювання – навчальний посібник (2012)
Оперативна хірургія та топографічна анатомія – підручник (2012, 2015, 2016, 2018, 2020)
Клінічна анатомія прямої кишки в перинатальному періоді – монографія (2015)
Короткий курс топографічної анатомії та оперативної хірургії – навчально-методичний посібник (2015)
Клінічна анатомія сечостатевих органів – навчальний посібник (2016)
Оперативна хірургія і топографічна анатомія голови та шиї – підручник (2016)
Клінічна анатомія верхньої кінцівки – навчальний посібник (2017)
Clinical anatomy and operative surgery – textbook (2018)
Клінічна анатомія нижньої кінцівки – навчальний посібник (2019)
Короткий курс клінічної анатомії та оперативної хірургії – навчальний посібник (2019)
Клінічна анатомія та оперативна хірургія – підручник (2021)
Клінічна анатомія та оперативна хірургія органів малого тазу – посібник (2022).